# Irland i Eurovision Song Contest 2016

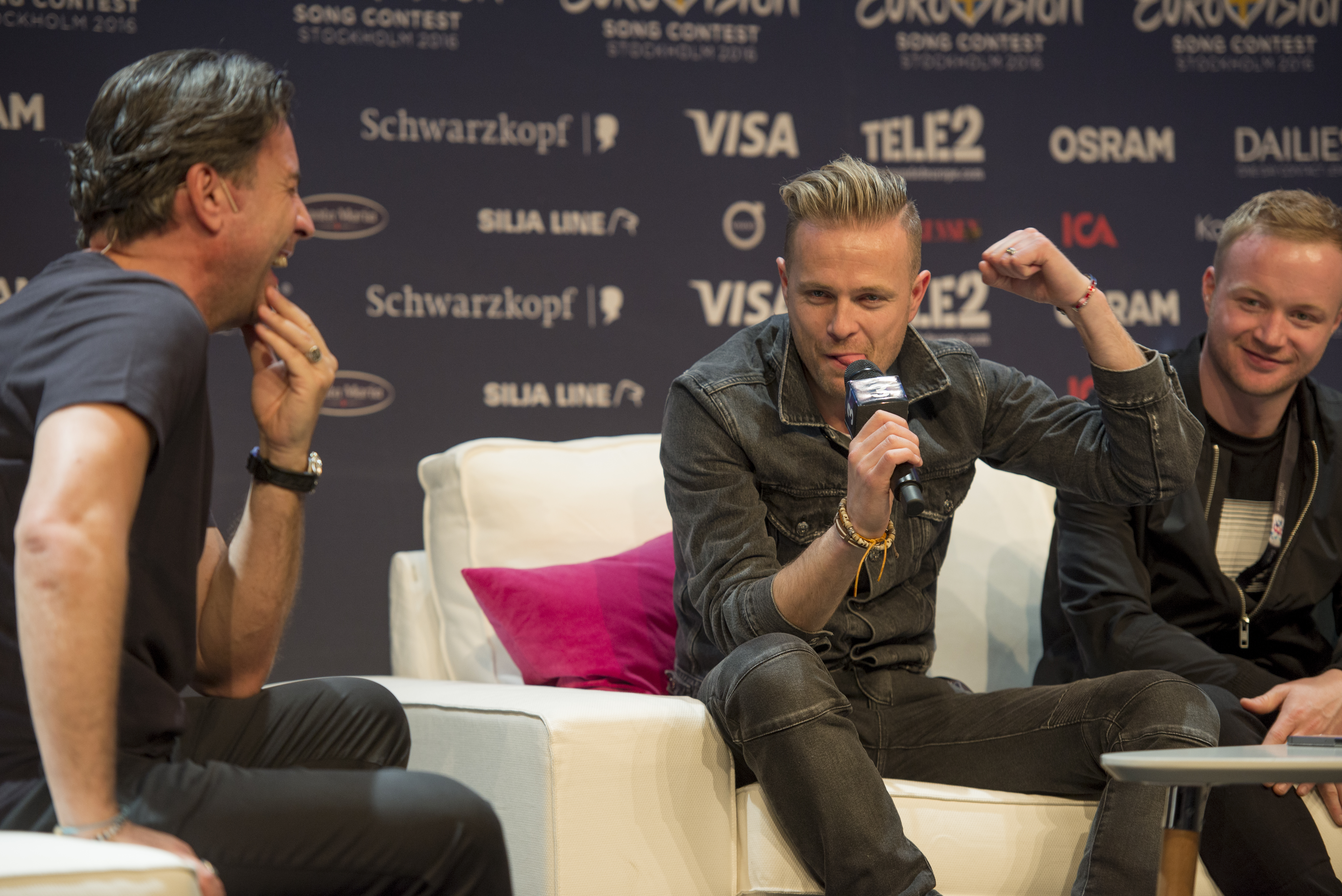
Nicky Byrne på en Meet & Greet-träff under Eurovision Song Contest 2016 i Stockholm

Irland deltog i Eurovision Song Contest 2016 med låten "Sunlight" skriven av Nicky Byrne (Som sjöng låten), Wayne Hector och Ronan Hardiman. Nicky Byrne valdes internt i januari 2016 av det irländska radio- och tv-företaget Raidió Teilifís Éireann (RTÉ) för att representera nationen i Stockholm, Sverige.

## Bakgrund
RTÉ bekräftade sitt deltagande 27 maj 2015.

## Internvalet
Den 13 januari 2016 meddelade RTÉ att de internt hade valt Nicky Byrne att representera Irland i Stockholm. Byrne är en tidigare medlem av det irländska pojkbandet Westlife och har tidigare varit Irlands talesman vid Eurovision Song Contest från 2013. Obekräftade rykten om Byrnes deltagande kom ut redan 7 januari 2016.

## Under Eurovision
Landet deltog i SF2 där man inte lyckades nå finalen.